# Adrian Cruciat
Adrian Cruciat (n. 31 martie 1983) este un jucător de tenis român, jucător în circuitul ATP Challenger Tour, și fost component al echipei României de Cupa Davis. Pe 16 iunie 2008, a atins cea mai bună clasare în circuitul masculin profesionist ATP și anume locul 148.

## Rezultate
| Legendă (Simplu)       |
| Grand Slam (0)         |
| Tennis Masters Cup (0) |
| ATP Masters Series (0) |
| ATP Tour (0)           |
| Challengers (0)        |
| Futures (14)           |

### Finalist la simplu
| Nr. | Data        | Turneu        | Suprafața | Adversar în finală | Scor     |
| 1.  | 24 mai 2008 | Atena, Grecia | Zgură     | Martin Verkerk     | 3–6, 3–6 |